# European Le Mans Series 2012
Die European-Le-Mans-Series-Saison 2012 war die neunte Saison der Le Mans Series und die erste unter dem Namen European Le Mans Series (ELMS). Die Saison begann am 1. April in Le Castellet und endete am 20. Oktober in Road Atlanta. Es wurden drei Veranstaltungen ausgetragen.

## Regeländerungen
LMP1-Fahrzeuge durften in dieser Saison nicht mehr in der European Le Mans Series starten. Diese sind ab diesem Jahr der FIA-Langstrecken-Weltmeisterschaft (WEC) vorbehalten. Die LMP2 wurde somit zur ersten Klasse der Serie. Die Formula Le Mans wurde in LMPC umbenannt. Darüber hinaus wurde die GTC-Klasse eingeführt. In dieser Klasse waren drei Fahrzeuge (Porsche 911 GT3 Cup, Ferrari F430 Challenge und Lotus Evora GT4) startberechtigt. Zum Saisonauftakt gab es jedoch keine Teilnehmer in dieser Kategorie.

## Teams und Fahrer

### LMP2
| Team                  | Fahrzeug          | Motor   | Reifen | Nr. | Fahrer             | Rennen |
| --------------------- | ----------------- | ------- | ------ | --- | ------------------ | ------ |
| Greaves Motorsport    | Zytek Z11SN       | Nissan  | D      | 01  | Alex Brundle       | 1–3    |
| Greaves Motorsport    | Zytek Z11SN       | Nissan  | D      | 01  | Tom Kimber-Smith   | 1–3    |
| Greaves Motorsport    | Zytek Z11SN       | Nissan  | D      | 01  | Lucas Ordoñez      | 1, 2   |
| Greaves Motorsport    | Zytek Z11SN       | Nissan  | D      | 01  | Alex Buncombe      | 3      |
| Pecom Racing          | Oreca 03          | Nissan  | D      | 10  | Gianmaria Bruni    | 1      |
| Pecom Racing          | Oreca 03          | Nissan  | D      | 10  | Pierre Kaffer      | 1, 2   |
| Pecom Racing          | Oreca 03          | Nissan  | D      | 10  | Luís Pérez Companc | 1, 2   |
| Pecom Racing          | Oreca 03          | Nissan  | D      | 10  | Soheil Ayari       | 2      |
| Race Performance      | Oreca 03          | Judd    | D      | 11  | Michel Frey        | 1      |
| Race Performance      | Oreca 03          | Judd    | D      | 11  | Jonathan Hirschi   | 1      |
| Race Performance      | Oreca 03          | Judd    | D      | 11  | Ralph Meichtry     | 1      |
| Status GP             | Lola B12/80 Coupé | Judd HK | D      | 17  | Yelmer Buurman     | 1      |
| Status GP             | Lola B12/80 Coupé | Judd HK | D      | 17  | Alexander Sims     | 1, 2   |
| Status GP             | Lola B12/80 Coupé | Judd HK | D      | 17  | Dean Stirling      | 1      |
| Status GP             | Lola B12/80 Coupé | Judd HK | D      | 17  | Julien Jousse      | 2      |
| Status GP             | Lola B12/80 Coupé | Judd HK | D      | 17  | Maxime Jousse      | 2      |
| Murphy Prototypes     | Oreca 03          | Nissan  | D      | 18  | Jody Firth         | 1–3    |
| Murphy Prototypes     | Oreca 03          | Nissan  | D      | 18  | Warren Hughes      | 1–3    |
| Murphy Prototypes     | Oreca 03          | Nissan  | D      | 18  | Luca Moro          | 1      |
| Murphy Prototypes     | Oreca 03          | Nissan  | D      | 18  | Brendon Hartley    | 2, 3   |
| Sébastien Loeb Racing | Oreca 03          | Nissan  | D      | 19  | Nicolas Marroc     | 1, 2   |
| Sébastien Loeb Racing | Oreca 03          | Nissan  | D      | 19  | Nicolas Minassian  | 1, 2   |
| Sébastien Loeb Racing | Oreca 03          | Nissan  | D      | 19  | Stéphane Sarrazin  | 1, 2   |
| OAK Racing            | Morgan            | Judd    | D      | 24  | Dominik Kraihamer  | 1      |
| OAK Racing            | Morgan            | Judd    | D      | 24  | Guillaume Moreau   | 1      |
| OAK Racing            | Morgan            | Judd    | D      | 24  | Jacques Nicolet    | 1, 2   |
| OAK Racing            | Morgan            | Judd    | D      | 24  | Matthieu Lahaye    | 2      |
| OAK Racing            | Morgan            | Nissan  | D      | 35  | Bertrand Baguette  | 2, 3   |
| OAK Racing            | Morgan            | Nissan  | D      | 35  | Dimitri Enjalbert  | 2      |
| OAK Racing            | Morgan            | Nissan  | D      | 35  | Olivier Pla        | 2, 3   |
| OAK Racing            | Morgan            | Nissan  | D      | 35  | Jacques Nicolet    | 3      |
| JOTA                  | Zytek Z11SN       | Nissan  | D      | 38  | Simon Dolan        | 1, 2   |
| JOTA                  | Zytek Z11SN       | Nissan  | D      | 38  | Sam Hancock        | 1, 2   |
| Extreme Limite ARIC   | Norma M200P       | Judd    | D      | 44  | Fabien Rosier      | 1      |
| Extreme Limite ARIC   | Norma M200P       | Judd    | D      | 44  | Philippe Thirion   | 1      |
| Boutsen Ginion Racing | Oreca 03          | Nissan  | D      | 45  | Bastien Brière     | 1      |
| Boutsen Ginion Racing | Oreca 03          | Nissan  | D      | 45  | Sébastien Buemi    | 1      |
| Boutsen Ginion Racing | Oreca 03          | Nissan  | D      | 45  | Jack Clarke        | 1      |
| Thiriet by TDS Racing | Oreca 03          | Nissan  | D      | 46  | Mathias Beche      | 1–3    |
| Thiriet by TDS Racing | Oreca 03          | Nissan  | D      | 46  | Pierre Thiriet     | 1–3    |
| Thiriet by TDS Racing | Oreca 03          | Nissan  | D      | 46  | Christophe Tinseau | 3      |

### LMPC
| Team                       | Fahrzeug    | Motor          | Reifen | Nr. | Fahrer              | Rennen |
| -------------------------- | ----------- | -------------- | ------ | --- | ------------------- | ------ |
| Boutsen Ginion Racing      | Oreca FLM09 | General Motors | M      | 40  | Thomas Dagoneau     | 1, 2   |
| Boutsen Ginion Racing      | Oreca FLM09 | General Motors | M      | 40  | Jean-Marc Merlin    | 1      |
| Boutsen Ginion Racing      | Oreca FLM09 | General Motors | M      | 40  | Massimo Vignali     | 1      |
| Boutsen Ginion Racing      | Oreca FLM09 | General Motors | M      | 40  | Jean-Charles Battut | 2      |
| Boutsen Ginion Racing      | Oreca FLM09 | General Motors | M      | 40  | John Hartshorne     | 2      |
| CURTIS Racing Technologies | Oreca FLM09 | General Motors | M      | 42  | John Hartshorne     | 1      |
| CURTIS Racing Technologies | Oreca FLM09 | General Motors | M      | 42  | Alex Kapadia        | 1      |
| CURTIS Racing Technologies | Oreca FLM09 | General Motors | M      | 42  | Phil Keen           | 1      |

### LMGTE Pro
| Team           | Fahrzeug           | Reifen | Nr. | Fahrer              | Rennen |
| -------------- | ------------------ | ------ | --- | ------------------- | ------ |
| Kessel Racing  | Ferrari 458 Italia | D      | 61  | Michal Broniszewski | 1      |
| Kessel Racing  | Ferrari 458 Italia | D      | 61  | Philipp Peter       | 1      |
| JMW Motorsport | Ferrari 458 Italia | D      | 66  | Jonny Cocker        | 1, 2   |
| JMW Motorsport | Ferrari 458 Italia | D      | 66  | James Walker        | 1, 2   |
| JMB Racing     | Ferrari 458 Italia | M      | 83  | Marco Frezza        | 1      |
| JMB Racing     | Ferrari 458 Italia | M      | 83  | Jaime Melo          | 1      |

### LMGTE Am
| Team                    | Fahrzeug              | Reifen | Nr. | Fahrer                 | Rennen |
| ----------------------- | --------------------- | ------ | --- | ---------------------- | ------ |
| AF Corse                | Ferrari 458 Italia    | M      | 60  | Marco Cioci            | 1–3    |
| AF Corse                | Ferrari 458 Italia    | M      | 60  | Matt Griffin           | 1–3    |
| AF Corse                | Ferrari 458 Italia    | M      | 60  | Piergiuseppe Perazzini | 1–3    |
| IMSA Performance Matmut | Porsche 911 RSR (997) | M      | 67  | Nicolas Armindo        | 1–3    |
| IMSA Performance Matmut | Porsche 911 RSR (997) | M      | 67  | Raymond Narac          | 1–3    |
| IMSA Performance Matmut | Porsche 911 RSR (997) | M      | 67  | Anthony Pons           | 1–3    |
| Gulf Racing             | Aston Martin Vantage  | D      | 69  | Roald Goethe           | 1      |
| Gulf Racing             | Aston Martin Vantage  | D      | 69  | Stuart Hall            | 1      |
| Prospeed Competition    | Porsche 911 RSR (997) | M      | 75  | Marc Goossens          | 1      |
| Prospeed Competition    | Porsche 911 RSR (997) | M      | 75  | Maxime Soulet          | 1      |
| JMB Racing              | Ferrari 458 Italia    | M      | 99  | Alain Ferté            | 1      |
| JMB Racing              | Ferrari 458 Italia    | M      | 99  | Philippe Illiano       | 1      |

## Rennkalender
Der Rennkalender zur Saison 2012 umfasste ursprünglich fünf Veranstaltungen. Jedes Rennen war sechs Stunden lang. Kurz nach dem Saisonauftakt wurde das ursprünglich als zweites Rennen geplante 6-Stunden-Rennen von Zolder auf dem Circuit Zolder aufgrund zu geringer Teilnehmerzahl ersatzlos gestrichen.
Am 23. Juli wurde bekanntgegeben, dass das letzte Rennen des Jahres im Rahmenprogramm des Petit Le Mans in den USA stattfinden soll. Das 6-Stunden-Rennen von Brünn und das 6-Stunden-Rennen der Algarve, die ursprünglich als letzte Saisonveranstaltungen vorgesehen waren, wurden stattdessen aus dem Rennkalender genommen.
| Nr. | Datum       | Rennname / Ort                                | Sieger LMP2                                     | Sieger LMPC                                         | Sieger LM GTE Pro         | Sieger LM GTE Am                           |
| --- | ----------- | --------------------------------------------- | ----------------------------------------------- | --------------------------------------------------- | ------------------------- | ------------------------------------------ |
| 1   | 01. April   | 6-Stunden-Rennen von Castellet (Le Castellet) | Thiriet by TDS Racing                           | CURTIS Racing Technologies                          | JMW Motorsport            | Prospeed Competition                       |
| 1   | 01. April   | 6-Stunden-Rennen von Castellet (Le Castellet) | Mathias Beche Pierre Thiriet                    | John Hartshorne Alex Kapadia Phil Keen              | Jonny Cocker James Walker | Marc Goossens Maxime Soulet                |
| 2   | 15. Juli    | 6-Stunden-Rennen von Donington (Donington)    | OAK Racing                                      | Boutsen Ginion Racing                               | JMW Motorsport            | IMSA Performance Matmut                    |
| 2   | 15. Juli    | 6-Stunden-Rennen von Donington (Donington)    | Bertrand Baguette Dimitri Enjalbert Olivier Pla | Jean-Charles Battut Thomas Dagoneau John Hartshorne | Jonny Cocker James Walker | Nicolas Armindo Raymond Narac Anthony Pons |
| 3   | 20. Oktober | Petit Le Mans 2012 (Road Atlanta)             | Thiriet by TDS Racing                           | kein Teilnehmer                                     | kein Teilnehmer           | IMSA Performance Matmut                    |
| 3   | 20. Oktober | Petit Le Mans 2012 (Road Atlanta)             | Mathias Beche Pierre Thiriet Christophe Tinseau | kein Teilnehmer                                     | kein Teilnehmer           | Nicolas Armindo Raymond Narac Anthony Pons |